# Hugo (Oklahoma)
Hugo – miasto w Stanach Zjednoczonych, w stanie Oklahoma, w hrabstwie Choctaw.